# Allgemeine Zeitung (Namibia)
L'Allgemeine Zeitung - Älteste Tageszeitung Namibias è l'unico quotidiano di lingua tedesca della Namibia e dell'Africa.
Inoltre è il quotidiano più vecchio della Namibia.
Tuttora qualche articolo viene stampato bilingue tedesco-inglese. 
Secondo un dato di vendita della fine del 2009, un tedesco della Namibia su tre legge il quotidiano.
Il quotidiano si occupa soprattutto della cronaca dei paesi di lingua tedesca (Austria, Svizzera, Germania) e di Namibia e Sudafrica.
Il quotidiano venne fondato nel 1916 dai tedeschi che colonizzarono la Namibia, allora colonia tedesca con il nome di Africa del Sud Ovest.